# Nedelino
Nedelino (búlgaro: Неделино) é uma cidade da Bulgária, localizada no distrito de Smolyan. A sua população era de 4,641 habitantes segundo o censo de 2010.

## População
| Nedelino | Nedelino | Nedelino | Nedelino | Nedelino | Nedelino | Nedelino | Nedelino | Nedelino | Nedelino | Nedelino | Nedelino | Nedelino | Nedelino | Nedelino | Nedelino | Nedelino | Nedelino | Nedelino | Nedelino |
| --- | -------- | -------- | -------- | -------- | -------- | -------- | -------- | -------- | -------- | -------- | -------- | -------- | -------- | -------- | -------- | -------- | -------- | -------- | -------- |
| Ano | 1887     | 1910     | 1934     | 1946     | 1956     | 1965     | 1975     | 1985     | 1992     | 2001     | 2002     | 2003     | 2004     | 2005     | 2006     | 2007     | 2008     | 2009     | 2010     |
| População |          |          |          | …        | …        | …        | 5,081    | 5,270    | 5,371    | 5,143    | 5,129    | 5,094    | 5,008    | 4,941    | 4,876    | 4,828    | 4,795    | 4,706    | 4,641    |
| Fontes: Instituto Nacional de Estatísticas, „citypopulation.de“, „pop-stat.mashke.org“, Bulgarian Academy of Sciences |          |          |          |          |          |          |          |          |          |          |          |          |          |          |          |          |          |          |          |